# Acanthophyllum mucronatum
Acanthophyllum mucronatum är en nejlikväxtart som beskrevs av Carl Anton von Meyer. Acanthophyllum mucronatum ingår i släktet Acanthophyllum och familjen nejlikväxter. Inga underarter finns listade i Catalogue of Life.